# I Still Know What You Did Last Summer
I Still Know What You Did Last Summer er en amerikansk-mexicansk film fra 1998, og udgør det midterste kapitel i en gyserfilm-trilogi, der starter med I Know What You Did Last Summer (1997) og slutter med I'll Always Know What You Did Last Summer (2006).
Filmen har Jennifer Love Hewitt, Freddie Prinze Jr, Mekhi Phifer og Brandy Norwood hovedrollerne.

## Handling
Filmen handler om Julie som stadig ikke er begyndt at slappe af, efter hvad der skete sidste år, den fjerde juli. Hun bliver tilbudt en ferie til Bahamas af en af sine venner og siger ja. Ben Willis, manden de troede de slap af med, er kommet tilbage for at gøre den ellers så dejlige ferie til et maridt. Hendes venner bliver dræbt en efter en og snart er det hende der står for døren til at blive dræbt. Det viser sig at Ben Willis har en søn og at han er i blandt hendes nærmeste.

## Medvirkende
- Julie James – Jennifer Love Hewitt
- Ray Bronson – Freddie Prinze Jr
- Karla Wilson – Brandy Norwood
- Tyrell – Mekhi Phifer
- Ben Willis – Muse Watson
- Estes – Bill Cobbs
- Will Benson – Matthew Settle

## Ekstern henvisninger
- I Still Know What You Did Last Summer på Internet Movie Database (engelsk)
- I Still Know What You Did Last Summer på Filmdatabasen
- I Still Know What You Did Last Summer på Scope
- I Still Know What You Did Last Summer i Svensk Filmdatabas (svensk)
- I Still Know What You Did Last Summer på AlloCiné (fransk)
- I Still Know What You Did Last Summer på MovieMeter (nederlandsk)
- I Still Know What You Did Last Summer på AllMovie (engelsk)
- I Still Know What You Did Last Summer hos American Film Institute (engelsk)
- I Still Know What You Did Last Summer på Turner Classic Movies (engelsk)
- I Still Know What You Did Last Summer på The Movie Database (engelsk)